# Адијабена
Адијабена (грчки: Αδιαβηνη, сиријски: , хебрејски: חדיב, јерменски: Նոր Շիրա),, древна држава [анпота] што одговара северозападном делу древне Асирије са престоницом у Ербилу (савремени Ирачки Курдистан).
Владари Адијабене су у 1. веку прешли из многобоштва у јудаизам. Држава је у различито време била део Партијског царства, Сасанидског и Велике Јерменије.
Источна граница је ишла дуж планине Загрос и одвајала је Адиабене од региона Медије (савремени североисточни и северозападни Иран).

## Историја
У првим вековима наше ере Адијабеном су владали краљеви из локалних династија, зависни од Парта. У исто време, они су више пута били умешани у спорове у вези са наслеђивањем престола у Партији и низом Римско-партских ратова. Нарочито за време владавине краља Изата II (око 36-59/60) утицај Партске државе био је значајан. То је био исти Изат који је заједно са својом мајком Еленом прешао на јудаизам из политичких разлога. Током овог периода, курдско краљевство Кордуена постало је део Адијабене.
Краљевска породица је финансијски подржавала Јевреје Јудеје и чак је слала трупе током јеврејског рата. Хелена и њен други син Монобаз II се често помињу у Мишни, где су хваљени због њихове побожности.
Када су Римљани освојили Месопотамију под Трајаном 116. године, Адијабена је постала римска провинција под називом Асирија. Међутим, Трајанов наследник Хадријан је напустио месопотамске провинције. Само је Септимије Север поново заузео Адијабену 195. године, али за кратко време и узео победничку титулу „Адијабене“. Током владавине Каракале, Римљани су поново напали Адијабену 216. године.
Касније су се савезнички владари Адијабене и владари Киркука, према Хроници Ербила, удружили са сасанидским краљем Ардаширом  против партског владара Артабана V. Током сасанидске владавине, у Адијабени је било много несторијанских хришћанских заједница. Из хагиографских извора знамо име владара Адијабене Кардаге, који је прешао у хришћанство и због тога је погубљен по наредби сасанидског шаха Шапура II Великог 358. године.

## Популација
Адиабена је имала мешовито етничко становништво. Насељавали су га Асирци, Арапи, Персијанци, Арамејци, Грци, као и значајно јеврејско становништво. Сиријски језик у Адиабенеу је, према неким изворима, био доминантан. Други извори наводе да је становништво које је говорило ирански преовладавало над арамејским. Сложена мешавина култура може се видети у причи о мученичкој смрти Махануша, истакнутог иранског Зороастријанца који је прешао на хришћанство.